# 9459 Gracecai
9459 Gracecai è un asteroide della fascia principale. Scoperto nel 1998, presenta un'orbita caratterizzata da un semiasse maggiore pari a 2,3052487 au e da un'eccentricità di 0,1683070, inclinata di 4,77039° rispetto all'eclittica.